# 正部家種康
正部家 種康（しょうぶけ たねやす、1925年（大正14年）1月28日 - 2012年（平成24年）12月6日）は、元八戸市博物館館長。八戸市の郷土史家。

## 経歴
八戸中学-東京農業大学卒業後青森県農業改良普及員となる。1958年から八戸市職員となり、総務部長などを務め、秋山皐二郎市長に重用された。
1983年に八戸市博物館の初代館長に就任し、1989年まで務めた。八戸観光協会長、根城史跡保存会、八戸市文化財審議会委員等を歴任。
郷土史家としても八戸地方の民話に関する本など、多くの著書を執筆している。

## 主な著書
- 「伝説人物伝」1975年、八戸市立図書館
- 「なつかしの八戸　庶民の歴史」1977年、東奥日報社
- 「南部昔コ」1986年、デーリー東北社
- 「みちのく南部八百年」伊吉書院
- 「えんぶり読本」1992年、伊吉書院
- 「北の義経伝承」2005年、帆風